# Рецепторы фактора роста фибробластов
Рецепторы фактора роста фибробластов (англ. Fibroblast growth factor receptors; FGFR) — семейство мембранных белков, класс рецепторных тирозинкиназ, которые связываются с членами семейства факторов роста фибробластов. Мутации этих рецепторов часто приводят к нарушениям, таким как ахондроплазия.

## Структура
Рецепторы этой группы включают внеклеточный лиганд-связывающий фрагмент, состоящий из 3 иммуноглобулино-подобных доменов, единственный трансмембранный домен и внутриклеточный домен, обладающий тирозинкиназной активностью. Рецепторы связывают белки семейства факторов роста фибробластов (FGF), самого крупного семейства факторов роста, включающего 22 члена.
В результате альтернативного сплайсинга 4 гена FGFR продуцируют более 48 различных изоформ рецепторов. Изоформы отличаются своими связывающими свойствами и каталитическими киназными доменами, но все содержат 3 иммуноглобулино-подобных домена (D1-D3), что относит их к надсемейству иммуноглобулинов.
Между доменами D1 и D2 находится т.н. «кислый участок», состоящий из кислых аминокислот, который участвует в регуляции связывания FGF с рецепторами. Каждый рецептор может активироваться несколькими FGF, а во многих случаях FGF могут активировать несколько FGFR. Например, FGF1 связывается со всеми представителями семейства FGFR. С другой стороны, FGF7 может связываться только с рецептор FGFR2b, а FGF18 специфически активирует FGFR3. При активации FGFR димеризуются и могут формировать как гомодимеры, так и гетеродимеры.

## Гены
У позвоночных обнаружено 5 членов мембранных FGFR, которые принадлежат к надсемейству тирозинкиназ (FGFR1-4).
- FGFR1 (см. также Рецептор фактора роста фибробластов 1) (CD331)
- FGFR2 (см. также Рецептор фактора роста фибробластов 2) (CD332)
- FGFR3 (см. также Рецептор фактора роста фибробластов 3) (CD333)
- FGFR4 (см. также Рецептор фактора роста фибробластов 4) (CD334)
- FGFRL1 (см. также Рецептор фактора роста фибробластов-подобный белок 1)

## Мишень терапевтических агентов
Известно, что FGFR-зависимые сигнальные пути играют роль в возникновении различных онкологических заболеваний.
Существуют неселективные ингибиторы, подавляющие активность всех 4 основных FGFR, а также несколько более селективных ингибиторов, таких как AZD4547, BGJ398, JNJ42756493 и PD173074. Ингибиторы находятся на различных стадиях клинических испытаний как антираковые препараты.